# Francesco Putti (atleta)
Francesco Putti (Ponteranica, 1931 – Ponteranica, 31 gennaio 2016) è stato un maratoneta italiano.

## Biografia
Nel 1963 ha vinto una medaglia d'argento nella maratona della IV edizione dei Giochi del Mediterraneo, a Napoli, con un tempo di 2h36'27".
Terminata la carriera divenne allenatore

## Palmarès
| Anno | Manifestazione          | Sede   | Evento   | Risultato | Prestazione | Note |
| ---- | ----------------------- | ------ | -------- | --------- | ----------- | ---- |
| 1963 | Giochi del Mediterraneo | Napoli | Maratona | Argento   | 2h36'27"    |      |

## Altre competizioni internazionali
1963
- Oro al Trofeo Vanoni ( Morbegno) (in squadra con Lavelli e Guerini)